# Capital Radio

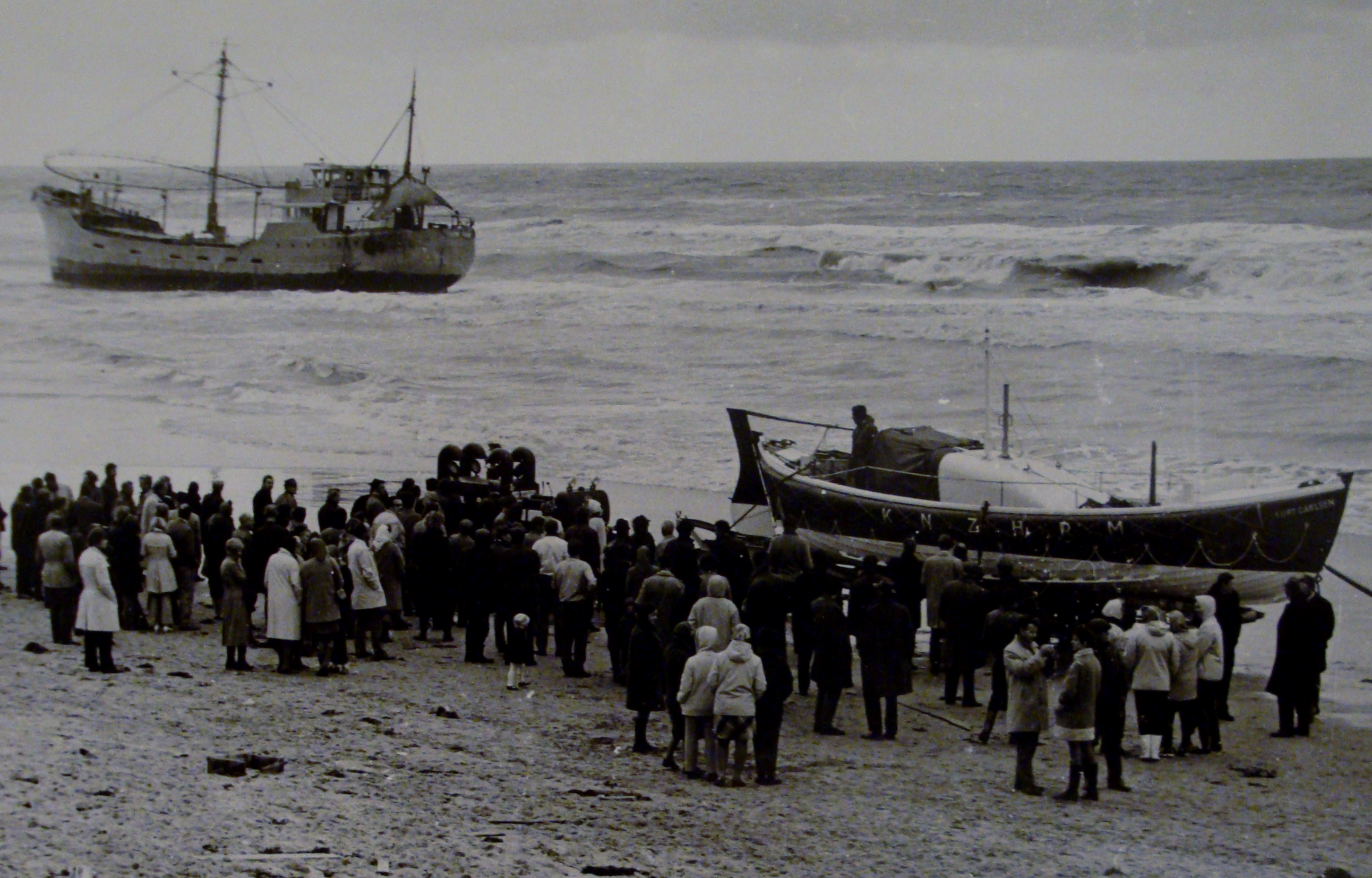
MV King David, Noordwijk aan Zee, gestrand ter hoogte van het toenmalige Palacehotel, 11 november 1970

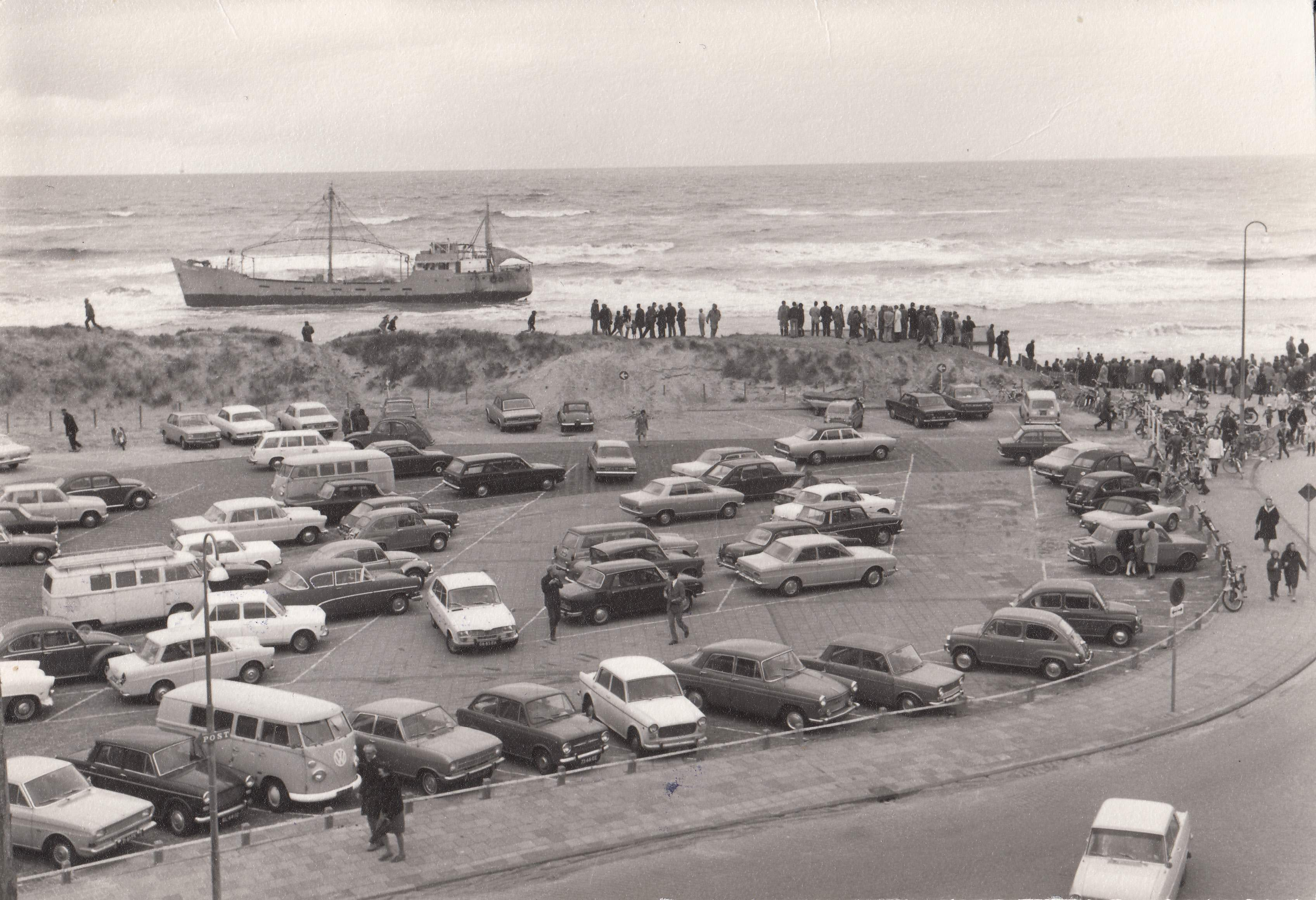
MV King David, foto genomen vanaf De Grent, het schip is net ten zuiden van het voormalige Palace Hotel aan de Koningin Wilhelminaboulevard. Veel oude VW-busjes en andere (nu oldtimers) op het parkeerterrein nabij Huis Ter Duin.

Capital Radio (niet te verwarren met het latere Britse radiostation met dezelfde naam) was een zeezender in handen van de vrije radio-organisatie International Broadcasters Society (IBS), die uitzond op golflengte 269 meter (1115 kHz) vanaf het zendschip MV King David, dat verankerd lag in destijds internationale wateren, nl. zes mijl uit de kust bij Noordwijk.
Testuitzendingen begonnen op 1 mei 1970 en reguliere programma's startten op 1 september van dat jaar. De ongewone zilveren zendantenne, bestaande uit een inklapbare ring en daarna twee ringen hangende aan de mast in het midden van het schip, veroorzaakte veel problemen met de wind, en smolt zelfs bij te hoog zendvermogen. Normaal was een zendvermogen van 10 kW voorzien maar er werd slechts 1 kW bereikt; toch was de ontvangst in Nederland en België behoorlijk te noemen. De zender had regelmatig te kampen met problemen en was af en toe uit de lucht.
Het programma was anders dan dat van de andere zeezenders, namelijk rustige luistermuziek (easy listening) en zelfs religieuze muziek, maar geen pop. Het schip was geregistreerd in Liechtenstein en was hiermee het enige in de vloot van het land, dat niet aan de zee ligt. De bemanning droeg een marinekostuum (zogenaamd van de marine van Liechtenstein), wat ook een eigenaardigheid was.
Op 11 november 1970 stelde de kapitein vast dat het anker verdwenen was, en men probeerde het reserve-anker uit te werpen, maar met windkracht 9 kon het op drift geslagen schip niet worden gered en strandde op de kust van Noordwijk. Op 13 november 1970 trok de firma Wijsmuller het schip terug vlot maar eiste een reddingsclaim die IBS niet kon betalen, wat het einde van de zender betekende. De IBS werd op 21 mei 1971 failliet verklaard.

## Scheepsjournaal
In 1972 is de boot verkocht. Nog jaren heeft het als grindschip dienstgedaan, en werd tot in 1983 gebruikt als opslagplaats. Toen werd de bovenbouw afgebroken waarna het gebruikt werd als drijvende kade in Heerewaarden.. In 1994 werd het schip tot zinken gebracht waarna er een damwand omheen gebracht is en volgestort met beton. Deze plek is nu een aanlegplaats voor schepen aan de achterzijde van de voormalige fabriek van Jagtenberg Plastics in Heerewaarden.